# البطولات الأسترالاسية 1905 (كرة مضرب)
هنا قائمة بالبطولات الأسترالاسية لكرة المضرب، المعروفة الآن باسم أستراليا المفتوحة لسنة 1905:

## فردي
رودني هيث هزم  أرثر كورتس 4-6 6-3 6-4 6-4